# The Secret Life of Pets 2
The Secret Life of Pets 2 (bra: Pets - A Vida Secreta dos Bichos 2; prt: A Vida Secreta dos Nossos Bichos 2) é um filme de animação estadunidense de 2019, sendo a continuação de Pets (2016). O filme foi dirigido por Chris Renaud e Joe Murray e escrito por Brian Lynch e Alex Kirwan. O filme conta com as vozes de Patton Oswalt (substituindo Louis C.K.), Eric Stonestreet, Kevin Hart, Albert Brooks, Hannibal Buress, Bobby Moynihan, Lake Bell e Ellie Kemper. O filme foi produzido pela Universal Pictures e Illumination Entertainment.
O filme foi lançado nos Estados Unidos em 7 de junho de 2019. O filme recebeu críticas mistas e lucrou 430 milhões de dólares em um orçamento de 80 milhões de dólares.
Um terceiro filme se encontra em desenvolvimento.

## Elenco
- Patton Oswalt como Max
- Kevin Hart como Bola De neve
- Harrison Ford como Galo
- Tiffany Haddish como Daisy
- Jenny Slate como Gidget
- Eric Stonestreet como Duke
- Lake Bell como Chloe
- Dana Carvey |como  Pops
- Bobby Moynihan como Mel
- Hannibal Buress como Buddy
- Nick Kroll como Sergei
- Ellie Kemper como Katie
- Pete Holmes como Chuck
- Chris Renaud como Norman
- Jonathan Del Val como Hu

## Produção
Em 2 de agosto de 2016, Universal Pictures e Illumination Entertainment anunciam a sequência de Pets (2016).
Louis C.K. originalmente repetiria seu papel como Max mas, após ser acusado e, posteriormente, admitir comportamento sexual inadequado com cinco mulheres, C.K. foi retirado. Patton Oswalt substituiu C.K., enquanto Hart, Stonestreet, Slate, Kemper, Bell, Carvey, Buress e Moynihan repetem seus papéis. Tiffany Haddish, Nick Kroll, Harrison Ford e Pete Holmes introduzem novos personagens.

## Lançamento
The Secret Life of Pets 2 foi lançado nos Estados Unidos em 7 de junho de 2019 pela Universal Pictures. Estava previamente programado para ser lançado em 13 de julho de 2018, e depois em 3 de julho de 2019. O filme foi lançado no Reino Unido dois meses antes, em 24 de maio. Em Portugal, o filme foi lançado em 6 de junho de 2019, e no Brasil, em 27 de junho.

## Recepção

### Bilheteria
| Filme                     | Receita                 | Receita         | Receita         | Orçamento      | Ref.  |
| Filme                     | Estados Unidos e Canadá | Estrangeiro     | Total           | Orçamento      | Ref.  |
| ------------------------- | ----------------------- | --------------- | --------------- | -------------- | ----- |
| The Secret Life of Pets 2 | US$ 158.874.395         | US$ 272.184.147 | US$ 431.058.542 | US$ 80 Milhões | [ 2 ] |

### Críticas
| Filme                     | Rotten Tomatoes    | Metacritic       | CinemaScore | AdoroCinema |
| ------------------------- | ------------------ | ---------------- | ----------- | ----------- |
| The Secret Life of Pets 2 | 60% (155 resenhas) | 55 (26 críticas) | A-          | 3,0         |